# サザンライツ
「サザンライツ」は、doaの11枚目のシングル。

## 内容
- 「心のリズム飛び散るバタフライ」「はるかぜ」「ガラスのハイウェイ」に続き、徳永暁人がメインボーカルを務めた作品。
- 「ガラスのハイウェイ」に続き、PVでは吉本大樹もギターを弾いている。
- doa初の試みとなった初回限定盤には、PVが収録されたDVDが収められている。
- 各曲の作詞を担当した者がメインボーカルを担当している。

## タイアップ
- TBS系『噂の!東京マガジン』エンディングテーマ
- チバテレビ制作『MU-GEN』2008年7月度エンディングテーマ

## 収録曲
全作曲・編曲：徳永暁人
1. サザンライツ
作詞：徳永暁人
2. グッデイ☆バッデイ
作詞：大田紳一郎
3. Sunshine
作詞：吉本大樹